# Rebreather

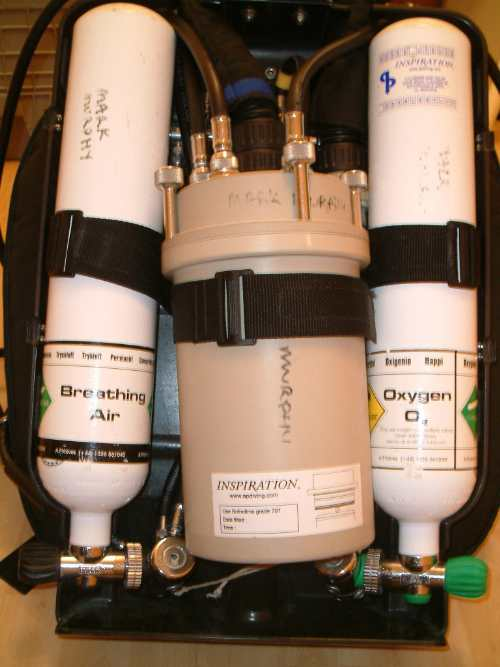
Rebreather a circuito chiuso (mod. Inspiration)

Il rebreather è un'apparecchiatura per la respirazione indipendente dall'ambiente circostante nota soprattutto per l'uso nelle immersioni subacquee. Tali apparecchiature tuttavia sono molto diffuse anche in ambienti lavorativi particolari quali miniere, corpi di Vigili del Fuoco, ecc., dove per emergenza o necessità è necessario disporre di una fonte d'aria respirabile dotata di un'elevata autonomia e peso ridotto.
Queste macchine possono essere a circuito completamente chiuso oppure a circuito semichiuso.

## Storia

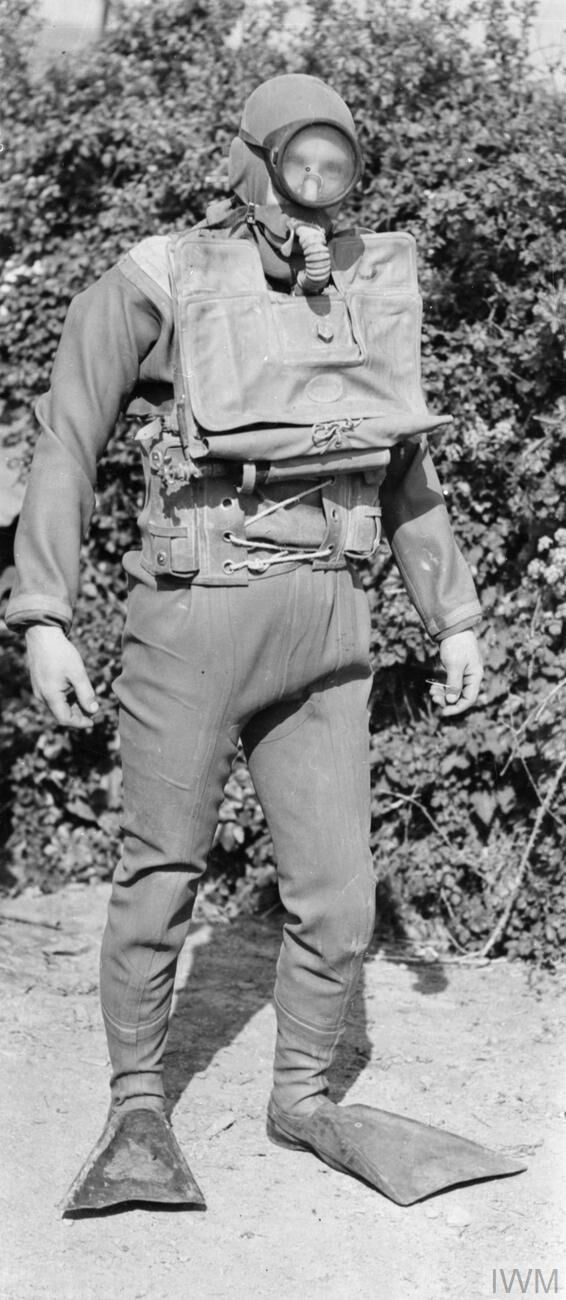
Incursore britannico con un ARO

I moderni rebreather a miscela sono l'evoluzione dei primi rebreather a ossigeno (Oxygen Rebreather), che in Italia sono storicamente denominati ARO (autorespiratore ad ossigeno). L'ideazione di questi primi apparecchi risale al 1876 grazie ad Henry Fleuss, poi sviluppato sia dall'azienda germanica Dräger che dall'americano Charles "Swede" Momsen e dal britannico Sir Robert Davis. I primi utilizzi furono come fonte d'aria respirabile per il soccorso nelle miniere, poi vennero impiegati sui sommergibili (in caso di fuga di cloro). Vennero poi migliorati (a opera dei militari inglesi e poi in Italia grazie al lavoro pionieristico di Teseo Tesei) e impiegati in ambito subacqueo dai primi incursori subacquei per via dell'assenza di bolle in superficie e della lunga autonomia.

## Funzionamento
Il principio di funzionamento generale è pressoché identico in tutti i tipi di rebreather. Il nostro organismo ha bisogno di ossigeno per le funzioni metaboliche, il consumo di ossigeno tuttavia è indipendente dalla profondità anche se il volume respirato aumenta con la pressione. Si ha una variazione di consumo di ossigeno dipendente solo dal lavoro svolto. Per meglio comprendere tale sistema prendiamo ad esempio la respirazione con un normale circuito aperto (bombola con erogatore): come noto l'aria è composta dal 79% di azoto, dal 20,8% di ossigeno e da una percentuale di altri gas (elio, neon, argon, anidride carbonica). Respirando a circuito aperto, ad ogni inspirazione immettiamo nei nostri polmoni una certa quantità di ossigeno, ben oltre comunque il nostro fabbisogno e quando espiriamo lasciamo sfuggire una parte di ossigeno che potremmo riutilizzare. Il rebreather, a prescindere dal principio di funzionamento, recupera una parte o tutto il gas espirato che altrimenti verrebbe liberato nell'ambiente consentendoci una autonomia maggiore a parità di gas trasportato.
Per poter recuperare e riutilizzare il gas espirato, è necessario tuttavia filtrarlo dal biossido di carbonio prodotto dal nostro metabolismo, per fare ciò viene utilizzato un sistema filtrante, che contiene un composto chimico chiamato "calce sodata" (composto da idrossido di calcio e idrossido di sodio) o nei modelli più evoluti da molecole di sintesi, che ha la proprietà di fissare l'anidride carbonica che lo attraversa. Per tale motivo in ogni rebreather vi è un filtro (chiamato anche canister o capsula) che contiene una certa quantità di tale materiale (mediamente da 1,5 a 4 kg). Il rebreather ha uno o due sacchi polmone, collegati al boccaglio per mezzo di tubi di grossa sezione (detti corrugati) attraverso i quali passa il gas espirato ed inspirato. Generalmente tra i due sacchi si trova il filtro di calce sodata. Il gas espirato, pur contenendo ancora una certa percentuale di ossigeno, deve essere miscelato con nuovo ossigeno o nuova miscela respiratoria per poter essere riutilizzato dall'operatore. Il sistema per ripristinare tale percentuale di ossigeno determina il principio di funzionamento dell'apparecchio.
In un circuito chiuso non vi sono (normalmente) fuoriuscite di gas dall'apparecchio e quindi nessuna produzione di bolle. In un semichiuso invece una parte di gas viene espulsa dalla macchina con frequenza costante.

### Rebreathera circuito chiuso
Detti CCR (Closed Circuit Rebreather).
Con i rebreathers chiusi, siano essi elettronici o manuali, si possono raggiungere elevate profondità (anche ben oltre i 100 m) grazie al fatto che è possibile variare la percentuale di ossigeno presente nella miscela ed al fatto che quest'ultima può contenere elio (che limita i problemi di narcosi da azoto oltre i 30 m).
Sono molto apprezzati anche per la silenziosità e l'assenza di bolle che permette di non spaventare i pesci.

#### Circuito chiuso a ossigeno puro
Comunemente detti ARO (autorespiratore ad ossigeno), sono stati i primi rebreather ad essere costruiti. Si tratta del tipo più semplice di rebreather e non vi è alcuna parte elettronica. Il sacco polmone viene riempito di ossigeno puro e respirato dal sub, vi sono per questo motivo pesanti limitazioni sulla profondità di utilizzo a causa della tossicità dell'ossigeno. Attualmente la profondità massima consigliata (ppO2 1,6 bar) è di 6 m, ma in passato, specie in ambito militare, veniva usato a profondità ben superiori e gli incidenti erano frequenti.
Quando il sub espira nel sacco, la capsula provvede ad assorbire la CO2 e quindi si avrà una progressiva diminuzione del volume di ossigeno presente nel sacco. Periodicamente, per evitare che il sacco collassi non consentendo più la respirazione, il sub in modo manuale (esistono anche apparecchi automatici) immette ossigeno puro attraverso un rubinetto chiamato bypass. Questo apparecchio è caratterizzato da una lunghissima autonomia (fino a 6 ore di immersione continua), estrema compattezza e da una notevole silenziosità.

#### Circuito chiuso a controllo elettronico

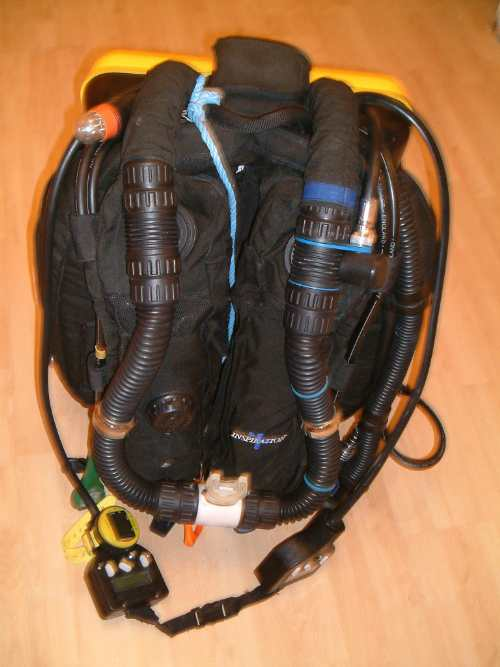
Rebreather a circuito chiuso elettronico (modello Inspiration).

Sono detti ECCR (Electronic Closed Circuit Rebreathers) e si tratta di dispositivi a miscela controllati da sensori di ossigeno elettrochimici con automatismo elettronico.
In questa macchina, che utilizza di solito due bombole (una di ossigeno puro ed una di "diluente", ovvero una miscela di gas che può essere anche aria) il gas contenuto nella bombola di diluente serve solo come "volume da respirare", mentre man mano che l'ossigeno viene consumato, vi è una immissione di quest'ultimo gas attraverso un sistema elettronico. Detto sistema utilizza dei sensori per ossigeno che misurano la percentuale di ossigeno presente nella miscela e se questo scende sotto un valore predeterminato (detto set-point) provvede ad azionare automaticamente una elettrovalvola (detta in gergo solenoide) che lascia entrare una parte di ossigeno dalla bombola che lo contiene.
Peculiarità di detti apparecchi, oltre al costo elevato, è il fatto che richiedono uno specifico addestramento.

#### Circuito chiuso a controllo manuale
Sono detti MCCR (Manual Closed Circuit Rebreathers) e si tratta di dispositivi a miscela a controllo elettrochimico manuale.
Il principio di funzionamento è in tutto e per tutto simile al chiuso elettronico, tuttavia in questi apparecchi i sensori per ossigeno, rappresentano le loro letture su un display. Questi dati vengono periodicamente letti dal subacqueo e quando le letture scendono sotto un valore prefissato il sub stesso interviene in maniera manuale con un bypass lasciando entrare una certa quantità di ossigeno.
Circuito chiuso ibrido
Chiamati anche hCCR (Hybrid Closed Circuit Rebreathers), sono un'invenzione relativamente recente, nonostante sfruttino tecnologie già esistenti da diverso tempo. 
Si tratta, sostanzialmente, di rebreathers che combinano un sistema di controllo elettronico (ECCR) con un sistema a flusso continuo di ossigeno (CMF o Costant Mass Flow), molto comune sui CCR manuali: la macchina è dotata sia di un ugello che, tramite un flusso sonico (344 m/s), immette continuamente nel circuito una certa quantità di ossigeno (poco meno del consumo metabolico a riposo dell'utilizzatore), sia del sistema elettronico basato sui sensori e sul solenoide. Ciò garantisce un margine di sicurezza più alto (nel caso di malfunzionamento del solenoide il circuito continua ad essere almeno in parte alimentato dal CMF e viceversa), ma presenta anche rischi relativamente maggiori: un'errata regolazione del flusso sonico potrebbe infatti portare all'immissione eccessiva di ossigeno e, quindi, superamento della pressione parziale massima, con gravi conseguenze per l'utilizzatore. 
Il sistema CMF presenta inoltre uno svantaggio: quando il rapporto fra la pressione ambientale (che aumenta in funzione della profondità) e la pressione intermedia del primo stadio dell'ossigeno (che negli hCCR è fissa) supera una certa soglia (0.528 bar), il flusso sonico inizia a "rallentare". In buona sostanza, utilizzando un hCCR a profondità superiori ai 50-60 metri, la quantità di ossigeno immesso nel circuito dal CMF diminuirà gradualmente, fino a fermarsi del tutto quando la pressione ambiente eguaglia la quella intermedia (solitamente intorno ai 100 metri); ciò ha come conseguenza la "perdita" dell'intera linea dell'ossigeno, poiché gli hCCR sono dotati di un primo stadio c.d. "a pressione assoluta" (cioè fissa) e non bilanciato, ovvero in grado di auto-regolarsi per mantenere il corretto rapporto con la pressione ambiente (che causerebbe un costante aumento della pressione intermedia del primo stadio e, quindi, della densità dell'ossigeno immesso dal CMF, portando rapidamente al superamento della pressione parziale massima). Superata la pressione assoluta (generalmente 11 bar, corrispondenti a 100 metri), non si può più immettere ossigeno nel rebreather (né tramite CMF né tramite solenoide e/o manualmente), nonostante l'immissione di diluente (la cui bombola è dotata invece di un primo stadio bilanciato) continui regolarmente; è possibile, con uno specifico addestramento e parecchia esperienza, ovviare a tale situazione.
Alcuni modelli di hCCR attualmente in produzione sono il rEvo III (la cui azienda produttrice è stata recentemente acquisita dalla Mares) e lo Shark.

#### Circuito chiuso ad addizione chimica
Sono detti CCCR (Chemical Closed Circuit Rebreathers) e si tratta di dispositivi a miscela a controllo chimico.
Tali apparecchi sono nati in Unione Sovietica fin dagli anni cinquanta, la loro particolarità consiste nell'avere, in parallelo al filtro della calce, un contenitore di perossido di sodio. Tale composto ha la particolarità di produrre ossigeno in modo direttamente proporzionale al CO2 assorbito. Potrebbe sembrare il sistema ideale ma l'uso presenta notevoli rischi. Il perossido infatti è esplosivo se viene in contatto con l'acqua e generalmente è stabilizzato con amianto. Come noto l'incendio alla stazione spaziale Mir è stato causato proprio dal perossido di sodio.
Questi apparati sono prodotti quasi esclusivamente in Russia e non hanno alcuna (se non ai fini di collezionismo) diffusione nel mondo occidentale a causa del fatto che sono generalmente ritenuti pericolosi.

### Rebreathera circuito semichiuso
Detti SCR (Semiclosed Circuit Rebreather).
 In questi apparati l'ossigeno consumato dal metabolismo è fornito mediante un continuo ricambio della miscela presente nel circuito respiratorio, pertanto una parte di questa deve essere dispersa nell'ambiente esterno: di qui il nome "semichiuso". Come nei circuiti chiusi il biossido di carbonio prodotto dal metabolismo è eliminato dalla calce sodata.
Esistono due sistemi per il ricambio della miscela: uno è detto a flusso continuo o alimentazione attiva, l'altro è detto ad alimentazione passiva. Tutti e due sistemi sono alimentati da una o più bombole caricate con miscele preconfezionate.
Sistemi a Flusso Continuo - Alimentazione Attiva.
In questi sistemi il ricambio della miscela presente nel circuito respiratorio si realizza mediante un ugello che inietta un flusso continuo di gas proveniente dalla bombola, il gas in eccesso è disperso nell'ambiente esterno da un'apposita valvola posta in genere sul sacco polmone di espirazione o comunque su un punto opportuno del circuito respiratorio. 
In questi sistemi il valore del flusso è strettamente legato alla composizione della miscela presente nella bombola.
Gli ugelli possono esser fissi, quindi uno per ogni tipo di miscela, o regolabili in modo che lo stesso ugello possa essere impostato in funzione del tipo di miscela impiegato.
In genere questi apparati fanno uso di miscele Nitrox, ma si possono anche usare miscele Trimix (es.apparato modello Azimuth AF) o Heliox (es.apparato Drager FGG III), bisogna tener conto, però, che ogni tipo di miscela richiede un particolare valore del flusso, quindi un ugello dedicato o una particolare impostazione di un ugello regolabile. 
Sistemi a flusso continuo Premiscelati e Automiscelanti
I sistemi a flusso continuo si dividono in premiscelati ed automiscelanti. Nei sistemi premiscelati impiegano un unico flusso di miscela, mentre nei sistemi automiscelanti vi sono due flussi erogati da due ugelli ove almeno uno eroga un flusso variabile in funzione della profondità, in tal modo la composizione della miscela dipende dall'effetto combinato dei due flussi ed è variabile con la profondità. Lo scopo dei sistemi automiscelanti è quello di cercare di ottimizzare la miscela risultante in funzione profondità.

#### Premiscelati a massa costante
Si tratta di apparecchi, generalmente dotati di una sola bombola di gas primario (quello utilizzato dal circuito respiratorio), che generalmente è un nitrox nel quale la percentuale di ossigeno presente è stabilita in base alla profondità che si vuole raggiungere.
Il gas, attraverso un sistema meccanico chiamato "dosatore" lascia entrare nel circuito respiratorio un flusso continuo di gas che deve rinnovare la miscela presente, il sub respirando consuma una parte dell'ossigeno presente nella miscela. Per tale motivo la percentuale di ossigeno presente nel circuito è quasi sempre inferiore alla percentuale contenuta nella bombola e dipende dal lavoro svolto (ovvero dal consumo metabolico di ossigeno).
Appartengono a questa categoria la maggior parte dei rebreather semichiusi presenti sul mercato.

#### Automiscelanti a massa costante
Questi apparecchi hanno lo stesso principio di funzionamento dei semichiusi descritti sopra, l'unica differenza è che il gas non è premiscelato, l'apparecchio ha infatti due (o più) bombole contenenti una ossigeno e l'altra un altro gas (generalmente nitrox o anche aria). Il vantaggio rispetto al tipo precedente è che pur ottenendo una complessità costruttiva maggiore, si può decidere la profondità operativa in maniera continua senza necessariamente cambiare il gas primario come nei rebreather sopra descritti. Tali apparecchi, tuttavia, proprio a causa della loro complessità, non hanno trovato una notevole diffusione.

#### Premiscelati ad addizione passiva
I PASCR (Passive Addition Semi Closed Rebreather).
In queste macchine ad ogni inspirazione, grazie ad un sistema meccanico, vi è una piccola espulsione di gas "vecchio" che viene rimpiazzato dal gas proveniente dalle bombole.
Questi apparato possono impiegare miscele Nitrox e Trimix, con il sistema ad alimentazione passiva il passaggio da una miscela all'altra è molto semplice anche in immersione: ciò costituisce un vantaggio rispetto ai sistemi a flusso continuo nei quali è necessario cambiare ugello o impostazione in funzione del tipo di miscela impiegata, cosa che non può essere fatta in immersione.